# Quirguizes
Os quirguizes são um grupo étnico túrquico encontrado principalmente no Quirguistão.

## Etimologia
Há várias teorias sobre a origem do nome, mas a mais plausível é de que o nome "quirguiz" significaria "quarenta tribos" (kyrk, "quarenta" e uuz, "tribo"), simbolizadas pelo sol amarelo no centro da bandeira do Quirguistão que tem 40 raios, representando as 40 tribos quirguizes.

## Religião
Os quirguizes são predominantemente muçulmanos. A religião foi introduzida a eles por comerciantes árabes que viajavam pela Rota da Seda.
O xamanismo ainda é praticado, em menor escala, no centro do Quirgistão.
Alguns quirguizes habitantes da China seguem o budismo tibetano

## Literatura
Os olhos quirguizes se destacam na obra A Montanha Mágica de Thomas Mann.